# RMS Atlantic
RMS Atlantic – jednokominowy parowiec linii White Star Line.
Statek został zbudowany w 1870 przez stocznię Harland and Wolff w Belfaście. Poza kominem miał także cztery żagle. Potrafił płynąć z prędkością 14 węzłów.

## Katastrofa
Jego dziewiętnasta, a zarazem ostatnia podróż, rozpoczęła się 20 marca 1873. Statek miał pierwotnie płynąć do Nowego Jorku, jednak zerwał się sztorm. Kapitan skierował statek na Nową Szkocję, w znacznej części z powodu zachowania starszego mechanika, który stwierdził, że statkowi może w przypadku walki ze sztormem zabraknąć węgla w razie kontynuowania podróży zgodnie z planem. Po katastrofie ustalono, że starszy mechanik celowo podał kapitanowi zaniżoną ilość posiadanego węgla bunkrowego, aby w razie potrzeby mieć „żelazny zapas”. 31 marca 1873 roku „Atlantic” płynął z prędkością 12 węzłów. O północy, nikt praktycznie nie wiedział, gdzie statek się znajduje. Dwie godziny później, 1 kwietnia 1873, o 2.00, ze statku zauważono skały na wprost dziobu. „Atlantic” zdołał nie wpaść na skały, lecz otarł się o nie, co skutkowało wdzieraniem się wody na pokład. Statek zatonął o 3.00 niedaleko Halifaxu w Nowej Szkocji. Na statku było ponad 900 pasażerów, zginęło 585 osób. Szalupy z rozbitkami wyłowili na brzeg rybacy. Była to do owego czasu najpoważniejsza katastrofa morska na Atlantyku.